# 1 Mile to You
1 Mile to You là một bộ phim chính kịch lãng mạn thể thao của Mỹ năm 2017 do Leif Tilden đạo diễn và có sự tham gia của Billy Crudup, Graham Rogers, Liana Liberato, Stefanie Scott, Tim Roth và Melanie Lynskey. Bộ phim dựa trên cuốn tiểu thuyết Life at These Speeds xuất bản năm 2002 của Jeremy Jackson.

## Diễn viên
- Tim Roth trong vai Huấn luyện viên Jared
- Peter Coyote trong vai Hiệu trưởng Umber
- Billy Crudup trong vai Huấn luyện viên K
- Melanie Lynskey trong vai Huấn luyện viên Rowan
- Graham Rogers trong vai Kevin
- Liana Liberato trong vai Henny
- Stefanie Scott trong vai Ellie

## Sản xuất
Bộ phim được quay ở Jackson, Mississippi và các địa điểm khác gần đó.

## Đón nhận
S. Jhoanna Robledo của Common Sense Media đã cho bộ phim 2/5 sao.